# Trichosterrha olivata
Trichosterrha olivata är en fjärilsart som beskrevs av W. Warren 1904. Trichosterrha olivata ingår i släktet Trichosterrha och familjen mätare. Inga underarter finns listade i Catalogue of Life.